# Het Parool
Het Parool es un periódico con sede en Ámsterdam. Se publicó por primera vez el 10 de febrero de 1941 como un periódico de la resistencia durante la ocupación alemana del los Países Bajos (1940–1945). En castellano, su nombre significa La Contraseña o El Lema.

## Segunda Guerra Mundial
El papel estuvo precedido por un periódico creado por Frans Goedhart que empezó a circular en mayo de 1940. A finales de 1940, Wim van Norden se unió al grupo de producción del periódico; Van Norden más tarde sería el director del diario entre 1945 y 1979. Jaap Nunes Vaz también se vio implicado en el diario. En 1944, el periódico, aun siendo ilegal y muy perseguido, logró una tirada de aproximadamente 100.000 unidades, siendo distribuido por la resistencia holandesa. Otros colaboradores importantes eran Simon Carmiggelt y Max Nord, que vivieron con Van Norden y sus familias en el Reguliersgracht, en la sede del periódico, la cual nunca fue descubierto por el nazis.
Un gran número de empleados fueron arrestados y ejecutados por los alemanes y sus colaboradores neerlandeses. Alphons Meeuwis, quien distribuyó el periódico, fue arrestado en 1941 y enviado a varios campos de concentración. Nunes Vaz fue arrestado por la Gestapo el 25 de octubre de 1942 y enviado a campo de exterminio de Sobibor.

## Posguerra

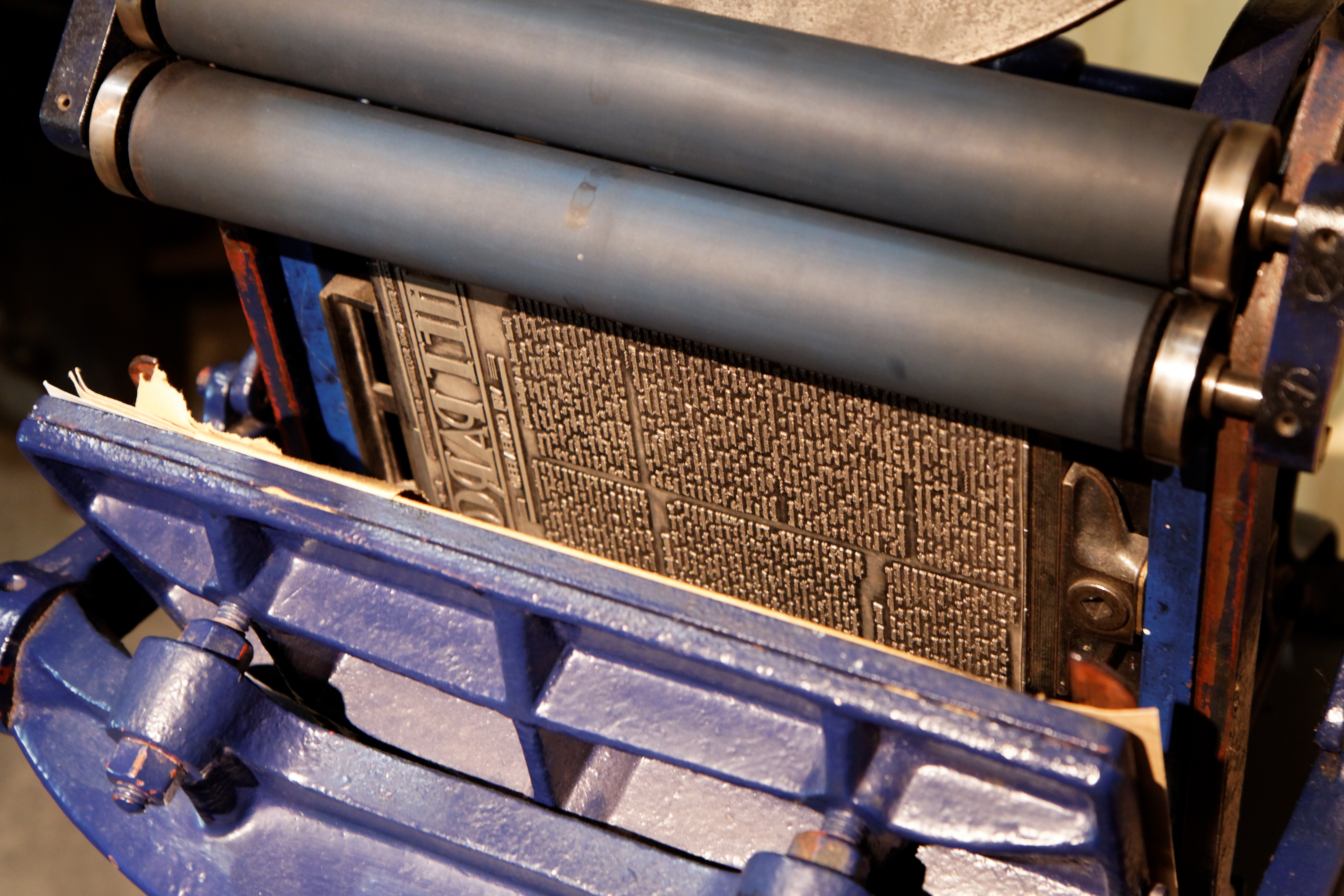
Imprenta del Het Parool

Tras la guerra, el Het Parool rápidamente se convirtió en uno de los periódicos más grandes en los Países Bajos, en parte porque mucha gente agradeció su resistencia y en parte porque los periódicos que habían colaborado con los nazis fueron prohibidos.
Aparte de su publicación principal, Het Parool publicó revistas y diarios locales en los Países Bajos. Una serie de diarios locales fueron creados junto a Het Parool, incluyendo Het Rotterdamsch Parool (1947–1971), Nieuw Utrechtsch Dagblad, Haagsch Dagblad, y Het Flevoparool (1982–1988). Estas publicaciones locales interrumpieron su publicación a finales de los sesenta o principios de los setenta, o (en el caso de Het Flevoparool) en los años ochenta.
El diario alcanzó su máximo de lectores a mediados de la década de los sesenta, alcanzando más de 400.000 subscriptores,  haciéndolo el segundo diario más grande en el Netherlands de aquel momento. A finales de los sesenta, el diario, bajo la dirección del redactor jefe de ideología conservadora Herman Sandberg, apoyó vehementemente la Guerra de Vietnam, lo que repulsó a una parte sustancial de sus lectores de ideología liberal y de izquierda. Esto provocó una disminución constante en suscripciones y tirada, el cual persistió por cuatro décadas.

## Perscombinatie y PCM
En 1968 Het Parool empezó la compañía editorial Perscombinatie (español: Combinación de Prensa) junto a su competidor De Volkskrant, principalmente para unir la inversión nuevas imprentas. En 1973 Trouw, un periódico que también formó parte de la resistencia, se unió la empresa.
En el inicio de Perscombinatie, Het Parool era el periódico principal, pero debido a su tirada decreciente, De Volkskrant se convirtió en el periódico líder de la compañía a partir de la década de los ochente, a pesar de que el dueño del Het Parool, Stichting Het Parool (español: La Fundación Parool) era el accionista mayoritario, con el 57% de las acciones de Perscombinatie.  Después de que Stichting Het Parool se fusionase con el editor de libros Meulenhoff, los dos formaron Perscombinatie y Meulenhoff & Cía. (PCM). Por 1992, PCM era el editor más grande en los Países Bajos; en 1995, PCM adquirió Nederlandse Dagbladunie, editor de los periódicos NRC Handelsblad y Algemeen Dagblad.

## Final y reinicio
En los noventa, Het Parool empezó a tener perdidas debido a la competencia y una carencia de inversiones por parte de PCM. El periódico probó varias ideas diferentes para contrarrestar el declive, incluyendo el convertirse en un diario local de Ámsterdam 1997, pero estos intentos tuvieron pocos resultados. En 2002, PCM anunció el fin de Het Parool, alegando pérdidas sustanciales y un número de lectores decreciente.
Pero en cambio, Stichting Het Parool optó por un rescate financiero, prescindiendo de su propiedad del PCM a cambio de los derechos de publicación de Het Parool. El rescate fue realizado el 1 de enero de 2003. PCM fue posteriormente adquirido por el grupo británico de inversión Apax Partners, lo que supuso deudas sustanciales y otros problemas a la compañía.
En la nueva configuración, y después de un despido colectivo de 43 empleados, Het Parool volvió a tener beneficios un año después. El 30 de marzo de 2003. Het Parool se convirtió el primer diario en los Países Bajos en cambiar del formato broadsheet al formato tabloide, un movimiento que desde entonces ha sido seguido por todos los demás periódicos del país. En un mercado decreciente, Het Parool era uno de los pocos periódicos en los Países Bajos capaces de aumentar su número de lectores cada año hasta 2011. Ha reportado beneficios cada año desde su rescate.